# لفة (كيمياء حيوية)

مخطط للفات بيتا (النوع 1 و2)

اللفة (بالإنجليزية: Turn )‏ هي عنصر من البنية الثانوية للبروتينات تقوم فيه سلسلة عديد الببتيد بتغيير اتجاها العام.

## تعريف
تبعا لأحد التعاريف، اللفة هي نمط بنيوي تكون فيه ذرتي Cα لحمضين أمينيين مفصولين بعدة (عادة من 1 إلى 5) روابط ببتيدية قريبتين من بعضهما (أقل من 7 أنغستروم، [0.70 نانومتر]). عادة ما يرتبط تقارب ذرات Cα الطرفية بتشكيل رابطة هيدروجينية بينية رئيسية بين هذه الوحدات. وهذا الترابط الهيدروجيني هو أساس تكوين اللفة. في العديد من الحالات ولكن ليس كلها، الترابط الهيدروجيني والبعد Cα يكون متماثلا.